# Cree Bega
Cree Bega è un personaggio della saga di Shannara che compare nel ciclo de: Il Viaggio della Jerle Shannara.

## Storia
Cree Bega  è un mwellret che parte come comandante sulla nave Black Moplis al servizio di Grianne Ohmsford, allora chiamata Strega di Ilse.
Tra lui e la Strega c'erano molti contrasti. esso non si lasciava perdere un'occasione per disubbidire ad essa.
Questo soprattutto perché Cree Bega era stato arruolata dal Morgawr.
Dopo l'arrivo del Morgawr contribuirà alla tortura di Ryer Ord Star
Durante l'attacco alla Jerle Shannara nel castello, Cree Bega attacca da solo la Jerle Shannara difesa da una guardia e Ahren Elessedil, che riesce ad uccidere il rettile.